# Associació estel·lar

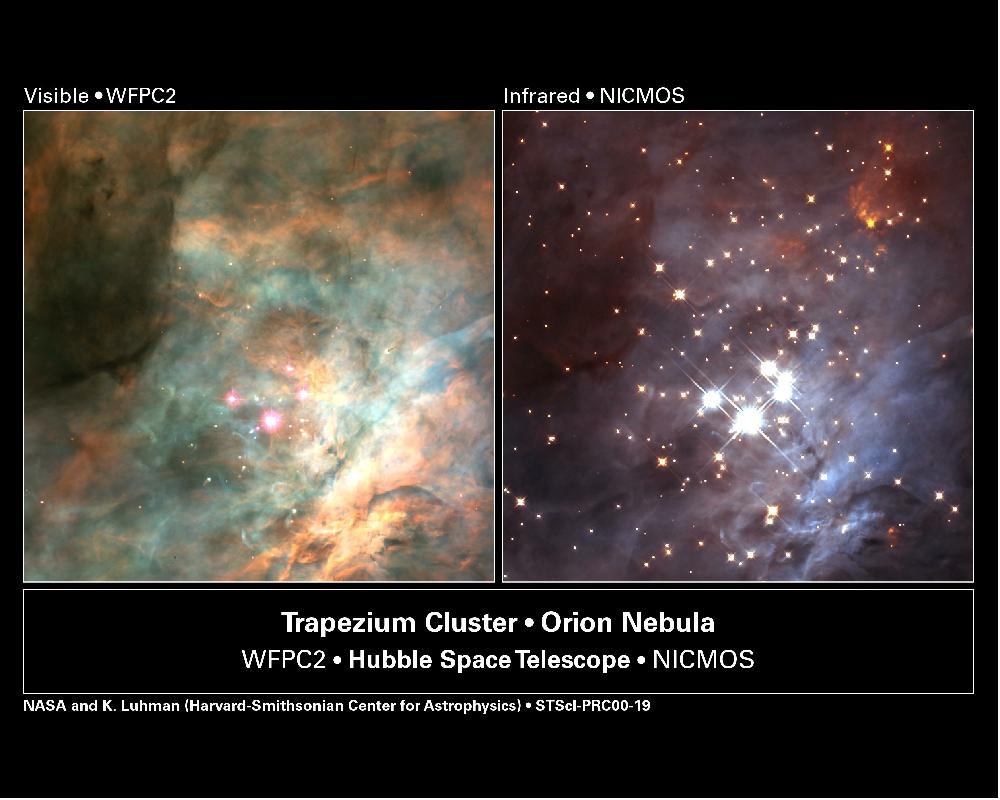
El cúmul del Trapezi a la Nebulosa d'Orió, és una associació estel·lar OB.

Una associació estel·lar és una agrupació d'estels d'una mateixa classe espectral en una zona relativament reduïda de l'espai. Són els llocs on neixen la majoria dels estels i foren descobertes per l'astrofísic soviètic Víktor A. Ambartsumian el 1947.

## Història

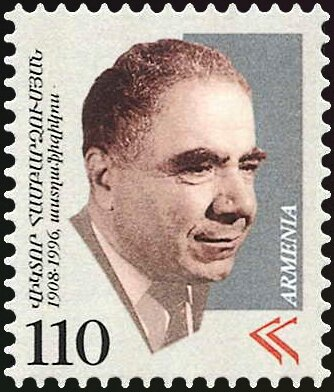
Víktor A. Ambartsumian en un segell d'Armènia.

El concepte d'associació estel·lar fou creat per l'astrofísic soviètic Víktor Amazaspovič Ambartsumian (1908-1996) d'origen armeni. El 1947 descobrí que gairebé tots els estels coneguts aleshores del tipus T Tauri es trobaven en dues regions molt reduïdes, entre les constel·lacions del Taure i la del Cotxer i entre les de l'Àguila i la del Serpentari. Més endavant observà que els estels del tipus O i B també tendeixen a agrupar-se, i descobrí més de 20 grups d'aquesta mena. Aquests tres tipus d'estels són estels joves, per la qual cosa les associacions estel·lars que els contenen se situen en les zones de formació estel·lar.
Les associacions estel·lars també s'han observat en altres galàxies a més de la nostra. Ja el 1949, Ambartsumian assenyalà el sistema NGC 1910 al Gran Núvol de Magalhães, caracteritzat per una abundància de supergegants de tipus primerenc i estrelles de tipus P Cygni.
A mitjans dels anys 60 del segle xx es descobrí que les nebuloses de reflexió també contenen associacions estel·lars i les denominaren associacions R.

## Característiques

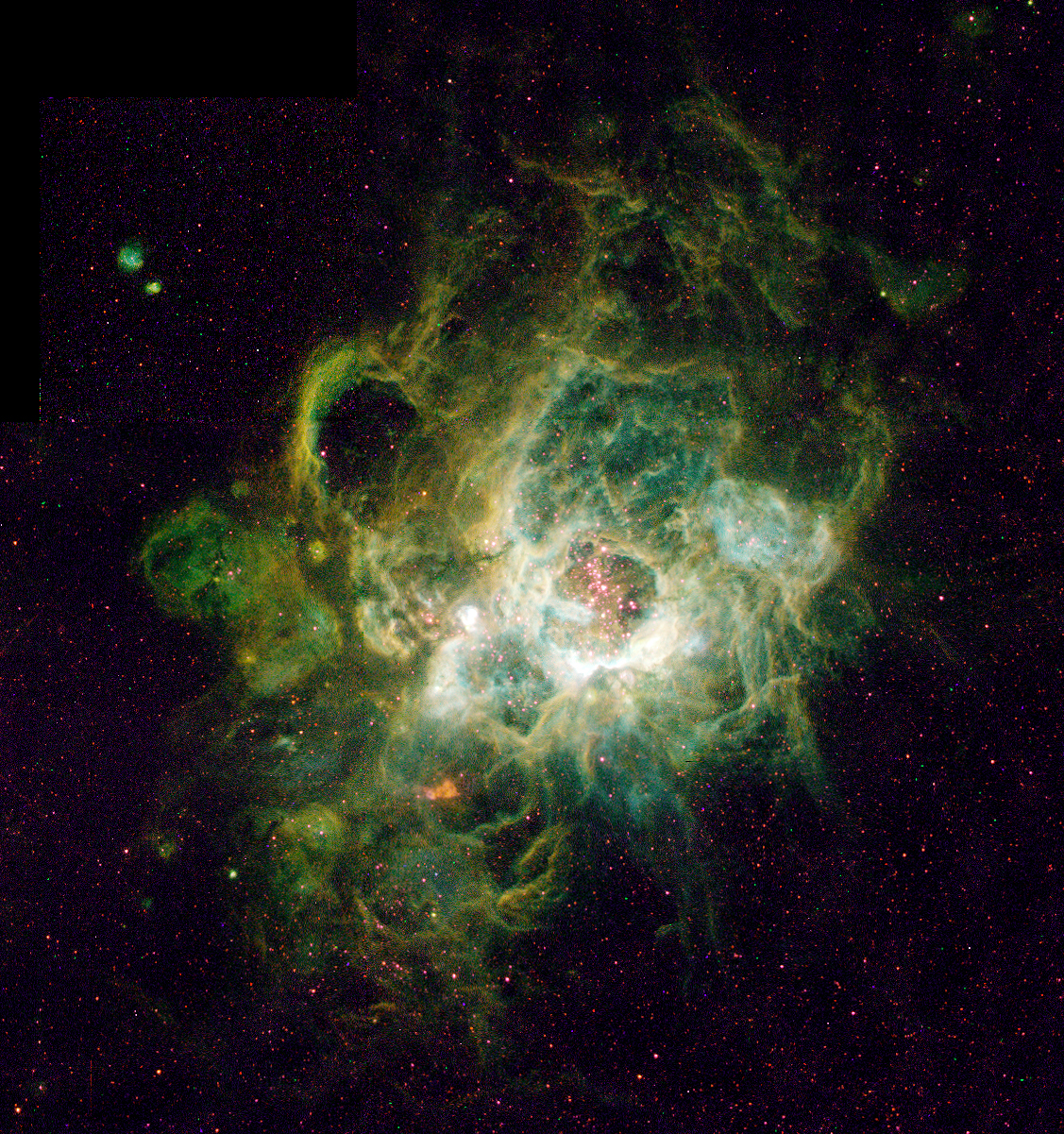
NGC 604, prototip d'associació estel·lar OB.

Les associacions estel·lars es consideren els llocs de naixement de la majoria d'estels. A diferència dels cúmuls estel·lars oberts i globulars, les associacions estel·lars presenten una distribució molt més laxa, amb estels que no estan lligats gravitacionalment de manera significativa. En un cúmul estel·lar, els estels romanen gravitacionalment vinculats en una configuració relativament compacta, mentre que una associació estel·lar consisteix en estels joves que encara no han tingut temps de dispersar-se significativament des del seu lloc comú de formació.

Es calcula que prop del 90 % de tots els estels es formen dins d'associacions estel·lars. A la Via Làctia, la majoria d'aquestes estructures es troben als braços espirals, i totes les associacions conegudes es localitzen a menys de 10 000 anys llum del Sol. La dimensió de les associacions estel·lars varia, però solen ser grans: les més properes al Sol presenten diàmetres compresos entre 100 i 200 anys llum, mentre que en altres regions de la galàxia poden assolir extensions de fins a 700 anys llum. Malgrat la seva gran extensió, les associacions estel·lars contenen un nombre relativament petit d'estrelles, des d'una desena fins a uns pocs centenars en la majoria dels casos, la qual cosa implica una massa total de només uns centenars o pocs milers de masses solars.

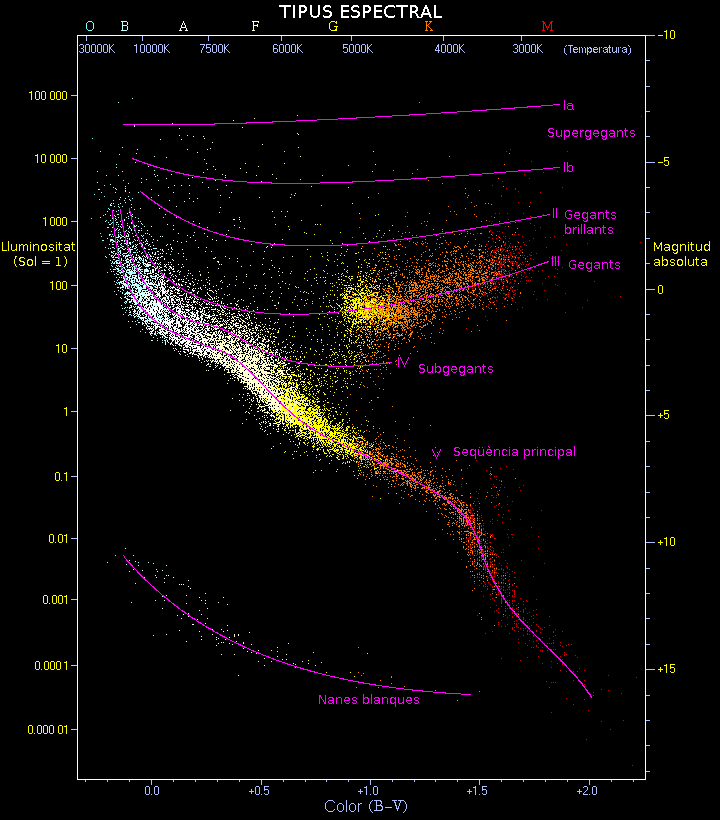
Situació dels estels tipus O, B i A al diagrama d'Hertzsprung-Russell.

## Classificació de les associacions estel·lars
Les associacions estel·lars es classifiquen en tres tipus segons la natura dels seus components més prominents: associacions OB, associacions R i associacions T. Les associacions OB són els llocs de naixement dels estels més massius, mentre que les associacions R donen origen a estels de massa intermèdia i les associacions T són el bressol d'estels de baixa massa. Es creu que el 90 % de tots els estels es formen en associacions estel·lars, mentre que només el 10 % es generen en cúmuls estel·lars més densament units gravitacionalment.

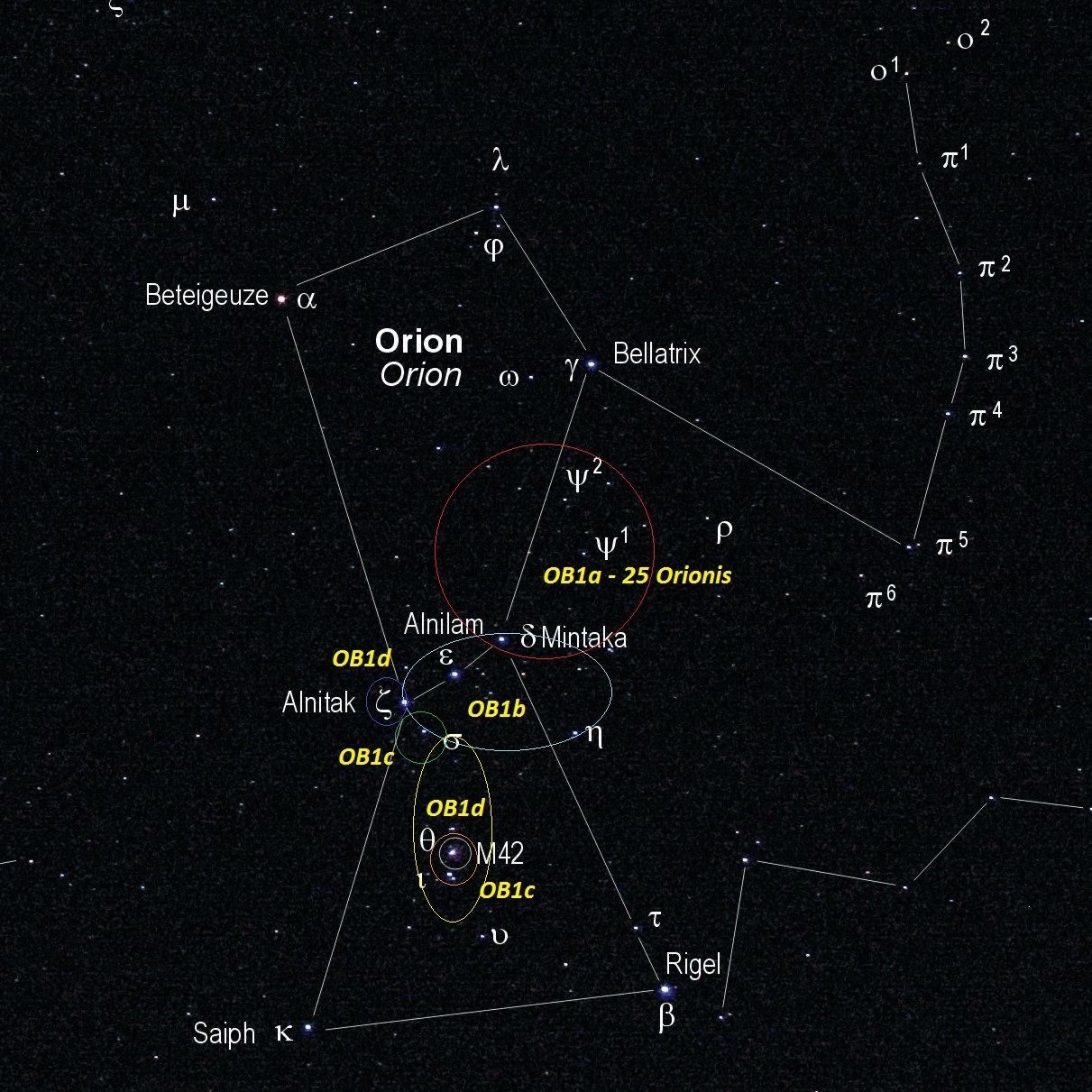
Subgrups de l'associació estel·lar OB1 d'Orió.

### Associacions OB
Les associacions OB estan compostes predominantment per estels molt joves i massius, amb masses compreses entre 10 i 50 masses solars. És el tipus d'associació més coneguda i es caracteritza per la presència d'estels de tipus espectral O i de tipus B que pertanyen a la seqüència principal del diagrama d'Hertzsprung-Russell. Aquests estels exhibeixen lluminositats absolutes que poden superar en 100 000 vegades la del Sol. Alguns dels estels poden començar com estels Herbig Ae/Be. Una vegada que el gas i la pols desapareixen, els estels romanents es deslliguen i comencen a vagar lliurement. Com la vida dels estels tipus O és molt curta, aquestes associacions poden tenir una edat d'uns pocs milions d'anys com a màxim.
A causa de la poca atracció gravitatòria, aquestes agrupacions es van expandint lentament amb una velocitat de dispersió d'uns pocs quilòmetres per segon. Les dimensions mitjanes són d'uns 30 pc amb subestructures a l'interior. Les edats oscil·len entre 1 i 20 milions d'anys.
A la nostra galàxia, la Via Làctia, se’n coneixen aproximadament un centenar d'associacions OB. Les més grans són conegudes com a Associacions OB de Gran Escala (SOBA, acrònim de Scaled OB Association en anglès). El prototip és l'associada a la regió HII NGC 604 a la Galàxia del Triangle. L’associació Per OB1, a la constel·lació de Perseu, inclou h Per i χ Per, i conté unes 65 estrelles OB amb magnituds absolutes més brillants que –6.0. L’associació d’α Persei (Per OB3), també coneguda com a Melotte 20, inclou α Per (Mirfak) i δ Per, així com altres estels calents. L’associació OB1 d’Orió (Ori OB1) conté els cúmuls del Trapezi (θ Ori), NGC 1981 i Collinder 70, així com la majoria d’estrelles de la constel·lació d’Orió visibles a ull nu, amb l’excepció de α Ori, Betelgeuse. Aquesta associació ha donat lloc a diversos estels fugitius, com ara AE Aur, μ Col i 53 Ari. A la constel·lació de l'Unicorn (Monoceros), NGC 2244 i l’Estel de Plaskett formen part de l’associació Mon OB2. El cúmul d’Antares (Sco OB2), que inclou α, β2 i δ Sco, així com l’estrella fugitiva ζ Oph, constitueix una part d’una associació més àmplia coneguda com a associació d’Escorpió-Centaure. Aquesta és l’associació OB més propera al Sol, i el seu cos principal s’estén des de la constel·lació de l’Escorpió (Scorpius) fins a la de la Creu del Sud (Crux), incloent-hi estels com α CMa, α Car, β i δ Cen, α i β Cru, i σ Eri.
| Nom             | Distància (pc) | Estels B |
| --------------- | -------------- | -------- |
| Taurus R1       | 110            | 4        |
| Taurus R2       | 140            | 2        |
| Scorpius R1     | 150            | 9        |
| Perseus R1      | 330            | 4        |
| Taurus-orion R1 | 360            | 5        |
| Cepheus R2      | 400            | 5        |
| Vela R1         | 460            | 3        |
| Cassiopeia R1   | 530            | 5        |
| Orion R1/R2     | 470            | 6        |
| Cepheus R1      | 660            | 3        |

### Associacions R
En les associacions R s'hi troben integrades estrelles joves i brillants, d'entre 3 i 10 masses solars, de tipus espectral Be i Ae, les quals semblen estar encara en una fase evolutiva pre-seqüència principal amb inestabilitat rotacional. Aquestes estrelles es troben immerses en núvols de pols interestel·lar que reflecteixen i absorbeixen la seva llum, donant lloc a les conegudes com a nebuloses de reflexió, d'on prové la R de la seva designació (Reflexió). No sembla haver-hi dubte que aquestes associacions també són agrupacions estel·lars joves, amb edats d’aproximadament d'un milió d'anys, és a dir, comparables tant a les associacions O com a les T. Algunes associacions R coincideixen amb associacions OB conegudes, altres estan connectades amb agrupacions d’estels T Tauri, i algunes es troben en regions on prèviament no es coneixia activitat de formació estel·lar. Els estels de tipus B tardà i A primerenc, que dominen el contingut estel·lar de les associacions R, tenen una densitat espacial molt més gran que els estels de tipus O i B primerenc que poblen les associacions OB.

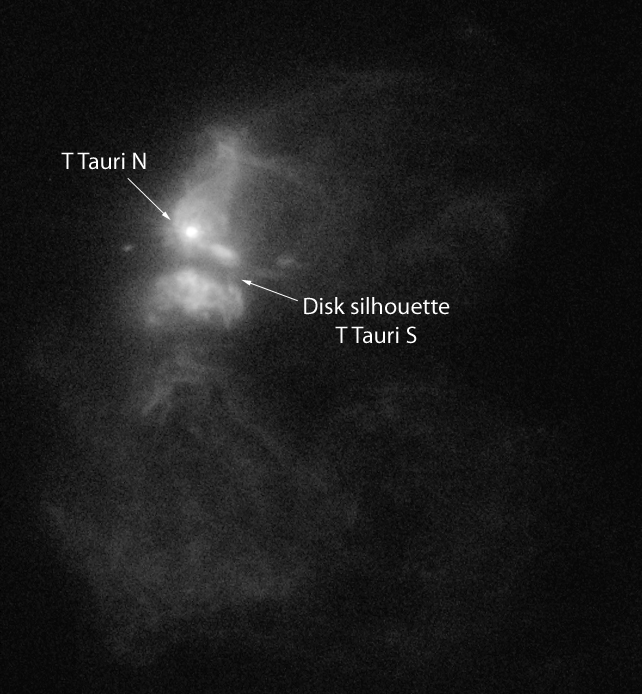
Imatge obtinguda del T del Taure pel telescopi espacial Hubble en la regió de l'ultraviolat.

### Associacions T
Les associacions estel·lars T estan constituïdes majoritàriament per estels tipus T Tauri, astres de baixa massa, encara en fase de contracció i de tipus espectral entre G i M. Aquestes associacions són les principals fonts de formació d'estels de baixa lluminositat a la proximitat del Sol. Contenen estels joves del tipus T Tauri normalment prop del núvol molecular a partir del qual es van formar. Els estels T Tauri són estels que s'han format fa menys de 10 milions d'anys, de massa baixa a intermèdia (menys de 3 masses solars), que estan en procés de col·lapse gravitacional, però encara no han assolit la temperatura necessària per haver començat la fusió nuclear. El temps per a aquest col·lapse seria molt curt si només fos un col·lapse de caiguda lliure, però el col·lapse es veu obstaculitzat per la pressió de radiació i altres efectes. El temps de col·lapse per a la ignició nuclear pot ser de 100 milions d'anys, per la qual cosa la gran lluminositat d'aquestes estrelles d'etapa intermèdia prové de la gran mida i els processos atòmics actius alimentats per l'energia del col·lapse gravitacional.
Un exemple destacat és la gegant i pròxima associació de Taure-Cotxer, a un 450 pc de la Terra, on els estels presenten magnituds aparents compreses entre 11 i 19. Altres associacions T de la Via Làctia són: la del Camaleó a 554 anys llum; la del Llop a 489 anys llum; la del Serpentari a 400 anys llum; la de la Corona Austral a 430 anys llum; TW de l'Hidra Femella a 160 anys llum (la més propera a la Terra), la del Rellotge a 200 anys llum i l'associació Tucà-Rellotge entre les constel·lacions del Tucà i del Rellotge a uns 180 anys llum, que és l'associació més jove que s'ha descobert, amb una edat de només 20 - 30 milions d'anys.

## Evolució i formació estel·lar en les associacions estel·lars

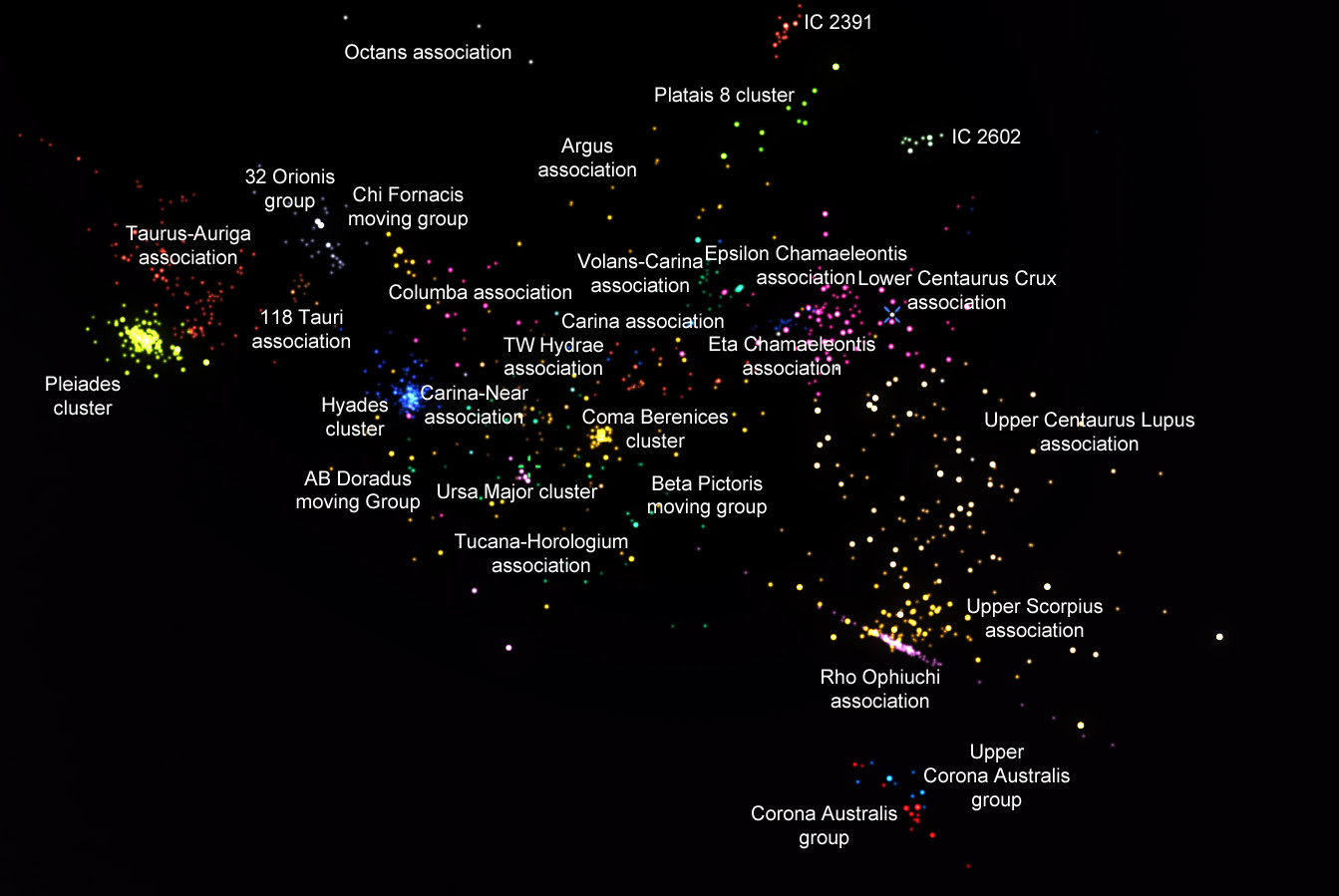
Mapa de la situació de les associacions estel·lars i grups mòbils més propers a la Terra.

Les estrelles d'una associació estel·lar són extremament joves, amb edats que no superen els 10 milions d'anys. Algunes de les estrelles més massives exhaureixen el seu combustible nuclear en només un milió d'anys, a causa del seu ritme de consum energètic elevat. L'alta lluminositat de les estrelles en les associacions OB indica que aquests astres tenen vides molt curtes i, per tant, han hagut de formar-se recentment a partir de material interestel·lar. En moltes associacions OB s'observen indicis de formació estel·lar en curs, amb núvols moleculars que continuen col·lapsant-se per generar noves estrelles. D'aquesta manera, una associació estel·lar representa un grup extremament jove d'estrelles formades gairebé simultàniament a partir d'un mateix núvol interestel·lar.